# Hyposoter himalayensis
Hyposoter himalayensis är en stekelart som först beskrevs av Cameron 1906.  Hyposoter himalayensis ingår i släktet Hyposoter och familjen brokparasitsteklar. Inga underarter finns listade i Catalogue of Life.